# Kul
Kul is Oudnederlands voor ‘mannelijke roede’, het teeldeel, de zaadbal. Het woord 'kul' heeft verwantschap met het Franse begrip ‘cul-de -sac’. Een ‘cul-de-sac’ is letterlijk ‘bodem van de zak’ maar wordt tegenwoordig vooral gebruikt in de betekenis van ‘doodlopende weg’. De oorsprong van het woord kul moet echter gezocht worden in het Latijnse woord ‘culleus’ wat ‘lederen zak voor vloeistoffen’ inhoudt. 
Tot in de 14e eeuw droegen mannen lange, losse kousen die met veters of knopen waren bevestigd aan de onderbroek. Daaroverheen viel een overkleed. Aan het begin van de 15e eeuw werd dit kleed bij modieuze lieden wel érg kort en dreigde de kousbroek-verbinding zichtbaar te worden. Er kwamen alternatieven voor deze dracht. De kousen werden aan elkaar genaaid, met aan voor- en achterzijde een lapje. Zo ontstond de braguette, in het Nederlands ‘schaambuidel’ of kul (balzak) genoemd. Een onbeduidende, klein uitvallende kul, is een flauwe kul. 
In het Nedersaksisch en het Fries wordt de term echter nog veelvuldig gebruikt om de 'mannelijke roede' mee aan te duiden.

## Andere betekenissen
- In veel Brabantse dialecten wordt 'kul' (of 'kulleke') gebruikt in de zin van "jongeman" dan wel "ventje".
- Dat is kul, dat is onzin.
- Afkorting voor Katholieke Universiteit Leuven (officieel afgekort als KU Leuven).